# 卡洛斯·格雷西
卡洛斯·格雷西（葡萄牙語：Carlos Gracie，1902年9月14日—1994年10月7日），生於巴西貝倫，為格雷西家族的長子。他與他的兄弟艾里奥·格雷西等人，發展出格雷西柔術這門武術。

## 生平
卡洛斯的父親名為蓋斯托·格雷西（Gastão Gracie），他們家族在當地相當有名望。日本人前田光世在巴西時，曾經接受過他的幫助，所以決定教授他的兒女柔道，作為回報。
1918年開始，卡洛斯·格雷西接受前田光世的指導，學會了日本柔術。他將這門武術教授給他的兄弟們，與他們家族的成員，逐漸發展出具有獨特風格的武術。
卡洛斯·格雷西生有21名子女，之中有十個兒子擁有柔道黑帶，在混合武術格鬥界擁有不敗的名聲。